# Vítor Emanuel Araújo Ferreira
Vítor Emanuel Araújo Ferreira (sinh ngày 18 tháng 9 năm 1997, ở Negreiros, Barcelos) simply Vító  hay Vítor Emanuel, là một cầu thủ bóng đá người Bồ Đào Nha thi đấu cho Rio Ave F.C., ở vị trí tiền vệ.

## Sự nghiệp bóng đá
Vào ngày 21 tháng 1 năm 2015, Vító có màn ra mắt cho Rio Ave trong trận đấu tại Cúp Liên đoàn bóng đá Bồ Đào Nha 2014–15 trước Académica.